# Richard Kearney
Richard Kearney (* 8. prosince 1954, Cork) je irský filosof, spisovatel a vysokoškolský pedagog. Jako profesor přednáší na Boston College, dříve působil na University College Dublin, Sorbonně a nicejské univerzitě.

## Osobní život
V roce 1972 ukončil střední školu v benediktínském klášteře Glenstalského opatství. Na dublinské univerzitě získal bakalářský titul (B.A., 1975) z filosofie. Během studií spolu s kolegy založil časopis Crane Bag. Magisterskou hodnost v oboru filosofie získal na McGillově univerzitě u kanadského myslitele Charlese Taylora a postgraduální hodnost Ph.D. na Université de Paris X - Nanterre u filosofa Paula Ricœura. Byl také činný v anglických, irských a francouzských periodikách a médiích, účastnil se se řady televizních a rozhlasových debat na literární a filosofická témata.
Odborně se zaměřuje na narativní imaginaci, hermeneutiku a fenomenologii. Mezi hlavní práce patří The Wake of the Imagination, On Stories, Poetics of Imagining a Debates in Continental Philosophy.
Je zakladatelem uměleckého multimediálního projektu Hosting the Stranger.

## Dílo
K roku 2010 je autorem více než dvaceti knih o evropské filosofii a literatuře, včetně dvou románů a sbírky poezie, a mnoha dalších prací. Působil jako člen umělecké rady Irska, na dublinské univerzitě (UCD) byl předsedou Irské filmové školy.

#### Česky
- Hra s vodou. Praha : Aula, 1996. (orig. Angel of Patrick’s Hill)
- Samův pád. Praha : NLN, Nakladatelství Lidové noviny, 1999. (orig. Sam’s Fall)